# Bârzava (Timiș)
Bârzava eller Brzava (rumænsk : Bârzava, serbisk : Брзава / Brzava, ungarsk : Berzava, tysk : Bersau ) er en flod der løber i Rumænien og Serbien. Bârzava er en del af Sortehavets afvandingsområde og løber ud i floden Timiș (eller Tamiš). Den er 166 kilometer lang og har et afvandingsområde på 1.190 km².

## Navn
De rumænske former Bârzava og Bêrzava (sidste form endnu i aviser fra det 19. århundrede) er af dakisk oprindelse og betyder "birkeflod" (jf. Lettiske flodnavne Bērzupe og Bārzupe 'birkeflod', -ava er almindelig endelse for baltiske flodnavne, jfr. Daugava). Den serbiske form Brzava er en afledning fra Bêrzava og adopteret til serbisk brz/брз 'hurtig', hvilket betyder "den hurtige flod" på slaviske sprog. Bârzava-navnet var også brugt om en kommune i Arad og en landsby i Harghita.

## Rumænien
Bârzava har sit udspring i Banatbjergene i Karpaterne i det vestlige Rumænien, øst for byen Reșița. Floden løber mod nordøst, tæt på Piatra Goznei-toppen og gennem landsbyen Vâliug, og når den nordligste del af Semenic-bjergene, hvor den drejer mod nordvest. Den løber gennem byerne Reșița og Bocșa, de største bebyggelser på sit løb, og fortsætter langs landsbyerne Berzovia og Șoșdea, hvor Bârzava forlader bjergregionen Banat til den nedre vestlige slette. Det er også her, floden drejer mod sydvest, løber ud i flere parallelle vandløb og løber ud for landsbyerne Sculea, Gătaia, Sângeorge, Rovinița Mare og Denta. Herfra, og til dens sammenløb i Tamiš, er den en anlagt kanal. Efter landsbyen Partoș, danner den den rumænsk-serbiske grænse i et par kilometer og efter løbet af 127 km gennem Rumænien kommer Bârzava ind i den serbiske provins Vojvodina nær landsbyen Markovićevo.

## Serbien
Brzava løber langs landsbyerne Konak og Banatska Dubica, hvor den bliver en del af det største kanalsystem i Serbien, Donau-Tisa-Donau-kanalen. Den eneste tilbageværende bebyggelse ved floden er landsbyen Jarkovac, før den munder ud i Tamiš, syd for landsbyen Botoš. Floden sidste 39 km lange løb gennem Serbien er statistisk klassificeret som en kanal Brzava, men den er ikke sejlbar.

## Bifloder
Følgende floder er bifloder til floden Bârzava (fra kilden til udmundingen):
Fra venstre: Crivaia Mare, Grindieș, Văliug, Lișcovu Mare, Râul Alb, Secu, Sodol, Doman, Bârzăvița, Moravița (øvre Bârzava), Copăș, Moscădin, Fizeț, Gorova, Civița, Gorova
Fra højre: Berzovița, Alibeg, Pârâul Băilor Mari, Bolnovăț, Gozna, Izvoru Rău, Breazova, Groposu, Pietrosu, Țerova, Cremeni, Vornic, Stoiconic, Birdanca

## Byer beliggende nær floden
I Rumænien: Văliug, Reșița, Bocșa, Berzovia, Gătaia, Denta
I Serbien: Markovićevo, Konak, Banatska Dubica, Jarkovac